# El ángel caído
El ángel caído è il terzo album in studio del gruppo power metal spagnolo Avalanch, pubblicato nel 2001.

## Tracce
1. Hacia la luz – 1:35
2. Tierra de nadie – 5:58
3. El ángel caído – 6:52
4. Xana – 5:37
5. La buena nueva – 0:36
6. Levántate y anda – 5:32
7. Alma en pena – 6:31
8. Corazón negro – 4:53
9. Delirios de grandeza – 4:23
10. Antojo de un Dios – 6:17
11. El séptimo día – 0:51
12. Las ruinas del Edén: Acto I – 3:39
13. Las ruinas del Edén: Acto II – 4:39
14. Las ruinas del Edén: Acto III – 2:08
15. Santa Bárbara – 1:36